# Walter Mattheis
Walter Mattheis (* 22. März 1923) ist ein ehemaliger deutscher Fußballtorwart. 

## Karriere
Walter Mattheis spielte Erstligafußball in der Oberliga Süd. Dort absolvierte er 22 Spiele für die Stuttgarter Kickers.